# Slag bij Glendale
De Slag bij Glendale  vond plaats op 30 juni 1862 in Henrico County, Virginia tijdens de Zevendagenslag die deel uitmaakt van de Schiereiland-veldtocht tijdens de Amerikaanse Burgeroorlog. Deze slag is ook bekend als de Slag bij Frayser's Farm,  Slag bij Frazier's Farm,  Slag bij Nelson's Farm,  Slag bij Charles City Crossroads,  Slag bij New Market Road of  Slag bij Riddell's Shop
De Zuidelijke divisies van generaal-majoors Benjamin Huger, James Longstreet en A.P. Hill concentreerden hun krachten om het terugtrekkende Noordelijke leger aan te vallen in de omgeving van Glendale. De aanvallen van Longstreet en Hill slaagden erin om de vijandelijke slaglinie bij Willis Church te doorbreken waarbij de divisie van brigadegeneraal George A. McCall het op een lopen zette. McCall zelf werd gevangengenomen. De tegenaanvallen onder Joseph Hooker en Philip Kearny dichtten het ontstane gat waarbij de rest van hun slaglinie gered werd. De divisies van Thomas Jackson liepen vertraging op door de Slag bij White Oak Swamp. De poging van de Zuidelijke generaal Theophilus H. Holmes om de vijandelijke linkerflank te keren liep op niets uit door de tegenstand van Noordelijke kanonneerboten op de James River. Dit was Lee’s laatste kans om het Noordelijke leger tegen te houden wat jammerlijk mislukte. De Noordelijken slaagden erin om zich op het relatief veilige Malvern Hill te verschansen.

## Achtergrond
De Zevendagenslag begon met een kleine Noordelijke aanval bij Oak Grove op 25 juni 1862. McClellan verloor het initiatief na de openingszetten van Lee toen hij met zijn eigen offensief begon. In een reeks van aanvallen bij Beaver Dam Creek op 26 juni, Gaines' Mill op 27 juni, enkele kleinere acties bij Garnett's en Golding's Farm op 27 juni en 28 juni en de aanval op de Noordelijke achterhoede bij Savage's Station op 29 juni slaagde Lee er niet in om het Noordelijke leger te vernietigen. McClellans soldaten trokken zich verder terug naar de James.
Tegen de middag van 30 juni was het grootste deel van McClellans leger erin geslaagd om de White Oak Swamp over te steken. Ongeveer een derde van het leger had reeds de James River bereikt. De rest marcheerde nog tussen White Oak Swamp en Glendale.
Lee probeerde zijn leger te hergroeperen zodat het als één geheel het Noordelijke leger kon tegenhouden. Jackson moest de achterhoede onder druk houden bij White Oak Swamp terwijl de rest van Lee’s leger (ongeveer 45.000 soldaten) de Army of the Potomac zou aanvallen bij Glendale, een kleine 3 km verder. Hierdoor zou het Noordelijke leger in twee gebroken worden. Hugers divisie zou als eerste aanvallen ondersteund door Longstreet en A.P. Hill. Holmes moest Malvern Hill bombarderen.

## De slag

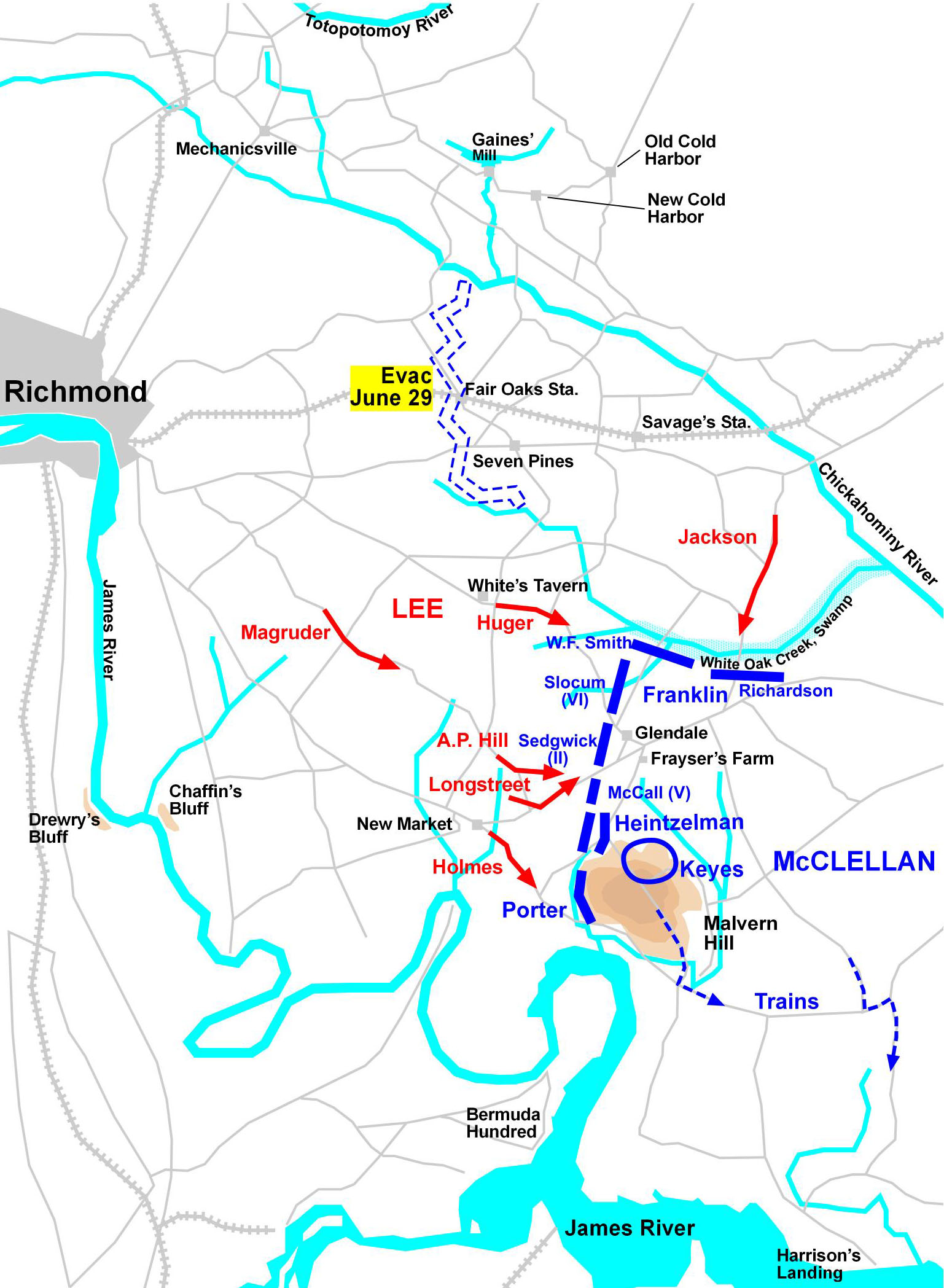
Zevendagenslag op 30 juni 1862.

Zoals de meeste slagen tijdens de Zevendagenslag werd ook deze slecht uitgevoerd. Huger liep vertraging op door gevallen bomen op de Charles City Road. Ze hadden uren nodig om een doorgang langs de obstakels te hakken. Hij vreesde eveneens een hinderlaag en zou nooit op tijd op het slagveld geraken. Rond 16.00 uur gaf Lee het bevel aan generaal-majoor John B. Magruder om aansluiting te zoeken bij Holmes op de River Road waarna ze samen Longstreet moesten ondersteunen bij zijn aanval op Malvern Hill. De divisie zou hierdoor de volledige dag marcheren zonder een schot te lossen. Jackson rukte langzaam op en zou voor het grootste deel van de dag ten noorden van de creek blijven waar hij de Slag bij White Oak Swamp zou uitvechten. Door zijn aanwezigheid werden er twee brigades van John Sedgwick naar White Oak Swamp gestuurd ter versterking. McCalls divisie stopte op de Charles City Crossroads op hun weg naar Porter. Hij stuurde drie brigades om die van Sedgwick te vervangen. Holmes’ troepen boekten geen vooruitgang tegen de Noordelijken bij Malvern Hill.
Om 14.00 uur, terwijl ze Hugers aanval afwachten, kregen Lee en Longstreet bezoek van president Jefferson. Terwijl ze met elkaar spraken werden ze beschoten door artillerie. Twee mannen werden gewond en drie paarden werden gedood. A.P. Hill, bevelhebber van de sector, beval de president en de generaals om zich te verwijderen. Longstreet probeerde de vijandelijke artillerie het zwijgen op te leggen, zonder succes. Hij beval kolonel Micah Jenkins een infanterieaanval uit te voeren. Deze charge vond plaats rond 16.00 uur.
De aanvallen van A.P. Hill en Longstreet werd de enige krachtige aanval op de Noordelijke strijdmacht. Longstreets 20.000 soldaten werden niet versterkt door de divisies van Huger en Jackson hoewel ze beiden nog geen 5 km verwijderd waren. De 20.000 soldaten vielen 40.000 Noordelijken aan die in een halvemaanvorm van ongeveer 5 km lang opgesteld stonden. De zwaarste gevechten vonden plaats in het centrum van de Noordelijke slaglinie waar de Pennsylvania Reserves van het V Corps opgesteld stonden (ongeveer 6.000 soldaten onder leiding van brigadegeneraal George A. McCall). McCalls divisie bestond uit de brigades van brigadegeneraal George G. Meade op de rechterflank en brigadegeneraal Truman Seymour op de linkerflank. De brigade van John F. Reynolds werd in reserve gehouden.
Drie Zuidelijke brigades openden de aanval. Van noord naar zuid stonden de brigades van Cadmus M. Wilcox, kolonel Micah Jenkins en James L. Kemper opgesteld. Longstreet liet hen over verschillende uren in kleine eenheden aanvallen. Kempers soldaten vielen aan door de bossen en kwamen uit voor de artillerie van McCall. Hun eerste aanval was heldhaftig maar zonder organisatie. Toch slaagden ze erin om door de Noordelijke linie te breken. Daarna ontmoetten de Zuidelijke brigades sterke weerstand van Meade en Seymours brigades. Meade werd gewond en twee van zijn batterijen vielen in vijandelijke handen. Ze werden echter snel heroverd. McCall werd gevangengenomen toen hij per ongelijk in de Zuidelijke slaglinie terechtkwam op zoek naar een locatie om zijn versterkingen te positioneren.
Op McCalls noordelijke flank hield de divisie van brigadegeneraal Philip Kearny stand tegen verschillende Zuidelijke aanvallen. Hij kreeg versterking van Caldwells brigade en Slocums divisie. Op de zuidelijke flank hield Joseph Hookers divisie stand tegen de Zuidelijke aanvallen. Sedgwicks divisie, na hun terugkeer van White Oak Swamp, vulden een gat op na een zware Zuidelijke aanval. Zware man-tegen-mangevechten bleven duren tot 20.30 uur. Longstreet stuurde bijna iedere brigade onder zijn bevel in de aanval terwijl de Noordelijken brigades lieten aanrukken om gaten in de linie te vullen wanneer nodig.

## Gevolgen
De slag was tactisch gezien onbeslist. Lee was er niet in geslaagd om het Noordelijke terugtrekkende leger een vernietigende slag toe te brengen. Longstreet had tactische fout gemaakt door brigade per brigade naar de strijd te sturen in plaats van zijn volledige strijdkrachten in één grote aanval. Hij werd ook niet ondersteund door Huger en Jackson zoals voorzien in het plan. De Noordelijken verloren 3.797 soldaten tegenover 3.673 Zuidelijken. Longstreet had meer dan een kwart van zijn divisie verloren. De Noordelijke generaals Meade en Sumner en de Zuidelijke generaals Anderson, Pender en Featherston raakten gewond in de strijd.
McClellan was niet aanwezig bij de gevechten. Toch stuurde hij naar het War Departement: 
Mijn leger heeft het beste van zichzelf laten zien en hebben alles gedaan wat ze konden doen. Wanneer niemand van ons ontsnapt, hebben we tenminste eervol gevochten. Ik zal mijn best doen om het leger te redden.

Na de slag schreef Lee: 
Mochten de andere eenheden samengewerkt hebben in de strijd, dan zou het resultaat rampzalig geweest zijn voor de vijand.
 Generaal-majoor Daniel H. Hill zei: 
Als alle troepen bij Fraysers Farm waren geweest dan was Malvern Hill niet nodig geweest.
 Lee zou nog een laatste kans krijgen om het Noordelijke leger te onderscheppen voor het een veilige plaats bereikt had. Deze kans was bij Malvern Hill op 1 juli 1862.